# Битва при Пьедра-Писаде
Битва при Пьедра-Писаде — сражение, которое произошло 25 декабря 1084 года между тайфа Сарагоса и королевством Арагон, к югу от дороги ведущей от Наваль до Эль-Градо. Битва была незначительным событием реконкисты, в ходе которой речные долины южных склонов Пиренеев были постепенно завоеваны и возвращены, после столетий мусульманского правления, под контроль христианских правителей. Король Арагона, который лично возглавлял своё войско в битве при Пьедра-Писаде, Санчо I, также правил королевством Наварра и был главной фигурой в реконкисте того времени.
Битва описана только в двух более поздних источниках, арагонской и латинской версиях Хроники Сан-Хуан-де-ла-Пенья. В ней сказано, что «в год Господа нашего 1083 … на Рождество Санчо I сражался в Пьедра-Писсаде с маврами». Латинский вариант гласит: «и [Санчо] сражался перед Петрамом Писадамом с маврами, в день Рождества в год Господа нашего 1084». Эти два текста различаются по годам, и ни один из них не указывает победителя сражения. Ранее считалось, что указанное место битвы Petra Pisata и Petram Pisadam это Пьедратахада, но ныне данное утверждение подвергается сомнению по лингвистическому признаку. В документе, почти современном битве, Педро I Арагонский и Наваррский, сын и преемник Санчо I, перечислил приходы, десятина которых принадлежала церкви Санта-Мария в Алькесаре в географическом порядке с востока на Запад, поместив Пьедра-Писаде между Наваль и Салинас-де-Ос. В поддельном документе конца XII или, скорее, XIII века, датированном октябрем 1099 года, перечислены те же самые приходы, которые должны были платить десятину Алькезару, но менее упорядоченно, называя среди них Petra Piza. В XIII веке название этого места сократилось до Piza , которая была отождествлена с 'coto redondo de Pisa', совокупностью деревень к югу от Наваль.
Реконкиста, охватившая современные комарки Бахо-Синка, Синка Медио, Рибагорса, Собрарбе и Сомонтано-де-Барбастро, была осуществлена по двум древним дорогам, вероятно, римского происхождения. Одна из них следовала вдоль реки Эсера через город Граус на юг до Монсона и нижнего течения реки Синка. К востоку от реки Синка соединялась с другой дорогой, соединяющей Больтанью и Барбастро. Реконкиста долины реки Синка и прилегающей к ней с запада территории была быстрой. В 1049 году Перарруа была самым крайним владением христианских правителей на реке Эсера, которой владел дон Суньеро, к 1062 году это уже был Лагуаррес близ города Исабена. Обе дороги сходились у города Граус, который был безуспешно осажден ещё в 1055 году и снова в 1063 году с катастрофическими результатами, наконец, перешел к христианам 14 апреля 1083 года. К 1083 году все земли к северу от Сьерра-де-Эстада были в руках арагонцев По другую сторону реки Синка город Кастехон-де-Собрарбе пал в 1057 году, а город Абисанда в 1059 году, но в дальнейшем процесс замедлился. Наваль, необходимый для обороны Барбастро (который был ненадолго оккупирован в 1063-64 годах), и Аргедас не были захвачены до 1084 года, но затем потеряны маврами в течение десятилетия.
Поскольку Пьедра-Писаде (Пиза) лежит на дороге к югу от города Наваль, арагонской армии пришлось бы обойти важное вражеское укрепление, чтобы сражаться в данном месте, если бы Наваль уже не был ими взят. Поэтому наиболее вероятно, что дата 1084 года, найденная в Латинской летописи, верна. Поскольку потеря Наваль представляла угрозу для Барбастро, вполне вероятно, что войска из тайфы были посланы в 1084 году, чтобы отвоевать его, и что именно эти силы Санчо I встретил на дороге к югу от Наваль. Поскольку ни в одной из сохранившихся записей о битве, Наваль не упоминается как христианский, то город предположительно, вышел из-под христианского контроля вскоре после его завоевания, следовательно, сражение было неудачным для Санчо I.
После поражения в Пьедра-Писаде, в 1085 году Санчо I объявил своего сына Педро королем Собрарбе и Рибагорса под Арагонским сюзеренитетом. Город Эстада был завоеван в июле 1087 года, а город Монсон, с помощью мятежных мусульман, в 1089 году. В 1095 году Педро принял капитуляцию гарнизона города Наваль, а в октябре 1099 года заключил соглашение с его христианскими населением.